# جیمز بومونت
جیمز بومونت (انگلیسی: James Beaumont؛ زادهٔ ۱۱ نوامبر ۱۹۸۴) بازیکن فوتبال اهل بریتانیا است.
از باشگاه‌هایی که در آن بازی کرده‌است می‌توان به باشگاه فوتبال نیوکاسل یونایتد، باشگاه فوتبال نورتویچ ویکتوریا، باشگاه فوتبال ناتینگهام فارست، و باشگاه فوتبال دارلینگتون اشاره کرد.